# Maranta arundinacea
Maranta arundinacea L., conosciuta anche come maranta o arrow root, è una pianta appartenente alla famiglia delle Marantaceae, originaria degli habitat della foresta pluviale delle Americhe ma coltivata nelle regioni tropicali di tutto il mondo.

## Descrizione

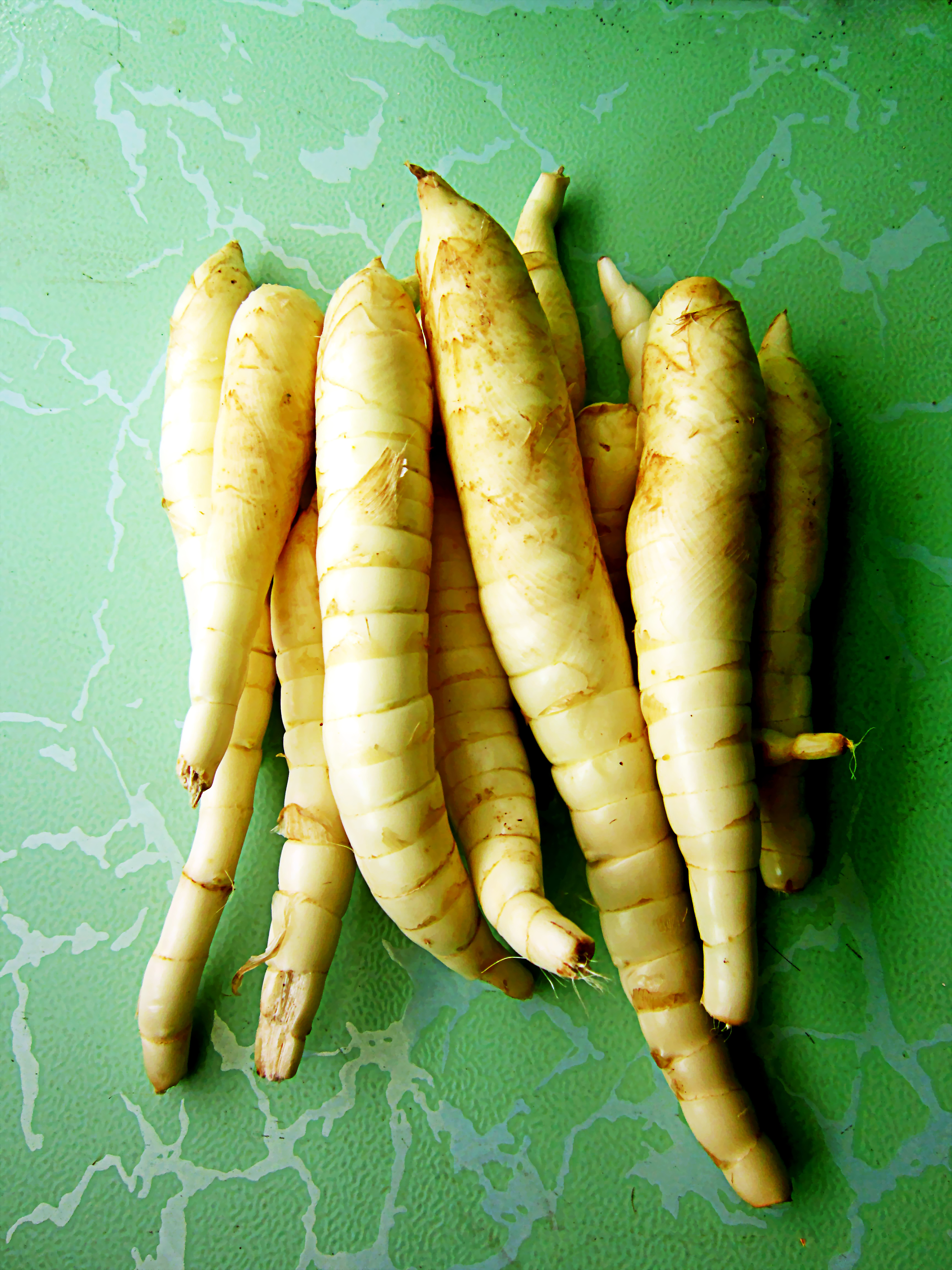
Rizomi di maranta

La maranta è una pianta perenne che cresce fino a un'altezza compresa tra 0,3 e 1,5 m. Le sue foglie sono lanceolate. La parte commestibile della pianta è il rizoma. Grappoli di piccoli fiori bianchi sbocciano circa 90 giorni dopo la semina. La pianta raramente produce semi e la riproduzione avviene tipicamente trapiantando parte di un rizoma con una gemma. I rizomi sono pronti per la raccolta 10-12 mesi dopo la semina quando le foglie della pianta iniziano ad avvizzire e morire. I rizomi sono carnosi, cilindrici e raggiungono una lunghezza tra i 20 e i 45 cm.
La maranta è probabilmente originaria della foresta amazzonica del Brasile nordoccidentale e dei paesi limitrofi. Cresce meglio con temperature comprese tra i 23 °C e i 29 °C e con precipitazioni annuali comprese tra 150 e 200 cm. I rizomi dormienti possono resistere a temperature fino a 5 °C.

## Distribuzione
La maranta è originaria del Messico, dell'America Centrale, delle Indie Occidentali (Cuba, Hispaniola, Porto Rico e gran parte delle Piccole Antille) e del Sud America (Brasile, Perù, Ecuador, Colombia, Venezuela, Suriname, Guyana e Guyana francese). È ampiamente coltivata in molti paesi caldi ed è considerata naturalizzata nelle Bahamas, Bermuda, Cambogia, Cina (Guangdong, Guangxi, Hainan, Yunnan), Isole Cook, Guinea Equatoriale, Gabon, India, Indonesia, Giamaica, Giappone (nelle Isole Vulcano), Mauritius, Antille olandesi, Riunione, Samoa, Sri Lanka, Taiwan, Trinidad, Tonga, Stati Uniti (Florida), Filippine e Vanuatu.

## Usi
Attualmente, l'amido di maranta viene utilizzato nelle preparazioni alimentari e nei dolciumi e per applicazioni industriali come cosmetici e colle. Il residuo dell'estrazione dell'amido ha un alto contenuto di fibre e può essere somministrato al bestiame.